# Élections des gouverneurs américains de 2018
Les élections des gouverneurs américains de 2018 ont lieu le 6 novembre 2018 et visent l'élection des gouverneurs dans 36 États et trois territoires des États-Unis. Les dernières élections ont eu lieu en 2014 pour tous les États sauf trois.
Les gouverneurs du New Hampshire et du Vermont ont un mandat de deux ans, leurs dernières élections de gouverneur ont eu lieu en 2016 ainsi que pour l'Oregon où des élections anticipées ont eu lieu pour remplacer John Kitzhaber qui a démissionné en février 2015.
Plusieurs États ont des limites de mandats, ainsi plusieurs gouverneurs ne sont pas éligibles pour une réélection : deux démocrates et 14 républicains, tous ayant été élus en 2010.

## Gouverneurs entrants et sortants
Le tableau ci-dessous résume les gouverneurs sortants et les candidats au poste de gouverneur et aux primaires.
| État ou territoire | État ou territoire          | Gouverneur sortant | Gouverneur sortant | Première élection  | Éligible à une réélection | Candidat à sa réélection | Gouverneur élu     | Gouverneur élu         | Gain | Gain |
| État ou territoire | État ou territoire          | Gouverneur sortant | Gouverneur sortant | Première élection  | Éligible à une réélection | Candidat à sa réélection | Gouverneur élu     | Gouverneur élu         | R    | D    |
| ------------------ | --------------------------- | ------------------ | ------------------ | ------------------ | ------------------------- | ------------------------ | ------------------ | ---------------------- | ---- | ---- |
| Etats              | Alabama                     |                    | Kay Ivey           | 2017               | Oui                       | Oui                      |                    | Kay Ivey               |      |      |
| Etats              | Alaska                      |                    | Bill Walker        | 2014               | Oui                       | Oui                      |                    | Mike J. Dunleavy       | +1   |      |
| Etats              | Arizona                     |                    | Doug Ducey         | 2014               | Oui                       | Oui                      |                    | Doug Ducey             |      |      |
| Etats              | Arkansas                    |                    | Asa Hutchinson     | 2014               | Oui                       | Oui                      |                    | Asa Hutchinson         |      |      |
| Etats              | Californie                  |                    | Jerry Brown        | 2010               | Non                       | NC                       |                    | Gavin Newsom           |      |      |
| Etats              | Caroline du Sud             |                    | Henry McMaster     | 2017               | Oui                       | Oui                      |                    | Henry McMaster         |      |      |
| Etats              | Colorado                    |                    | John Hickenlooper  | 2010               | Non                       | NC                       |                    | Jared Polis            |      |      |
| Etats              | Connecticut                 |                    | Dan Malloy         | 2010               | Oui                       | Non                      |                    | Ned Lamont             |      |      |
| Etats              | Dakota du Sud               |                    | Dennis Daugaard    | 2010               | Non                       | NC                       |                    | Kristi Noem            |      |      |
| Etats              | Floride                     |                    | Rick Scott         | 2010               | Non                       | NC                       |                    | Ron DeSantis           |      |      |
| Etats              | Géorgie                     |                    | Nathan Deal        | 2010               | Non                       | NC                       |                    | Brian Kemp             |      |      |
| Etats              | Hawaï                       |                    | David Ige          | 2014               | Oui                       | Oui                      |                    | David Ige              |      |      |
| Etats              | Idaho                       |                    | Butch Otter        | 2006               | Oui                       | Non                      |                    | Brad Little            |      |      |
| Etats              | Illinois                    |                    | Bruce Rauner       | 2014               | Oui                       | Oui                      |                    | J.B. Pritzker          | -1   | +1   |
| Etats              | Iowa                        |                    | Kim Reynolds       | 2017               | Oui                       | Oui                      |                    | Kim Reynolds           |      |      |
| Etats              | Kansas                      |                    | Jeff Colyer        | 2018               | Oui                       | Non                      |                    | Laura Kelly            | -1   | +1   |
| Etats              | Maine                       |                    | Paul LePage        | 2010               | Non                       | NC                       |                    | Janet Mills            | -1   | +1   |
| Etats              | Maryland                    |                    | Larry Hogan        | 2014               | Oui                       | Oui                      |                    | Larry Hogan            |      |      |
| Etats              | Massachusetts               |                    | Charlie Baker      | 2014               | Oui                       | Oui                      |                    | Charlie Baker          |      |      |
| Etats              | Michigan                    |                    | Rick Snyder        | 2010               | Non                       | NC                       |                    | Gretchen Whitmer       | -1   | +1   |
| Etats              | Minnesota                   |                    | Mark Dayton        | 2010               | Oui                       | Non                      |                    | Tim Walz               |      |      |
| Etats              | Nebraska                    |                    | Pete Ricketts      | 2014               | Oui                       | Oui                      |                    | Pete Ricketts          |      |      |
| Etats              | Nevada                      |                    | Brian Sandoval     | 2010               | Non                       | NC                       |                    | Steve Sisolak          | -1   | +1   |
| Etats              | New Hampshire               |                    | Chris Sununu       | 2016               | Oui                       | Oui                      |                    | Chris Sununu           |      |      |
| Etats              | Nouveau-Mexique             |                    | Susana Martinez    | 2010               | Non                       | NC                       |                    | Michelle Lujan Grisham | -1   | +1   |
| Etats              | New York                    |                    | Andrew Cuomo       | 2010               | Oui                       | Oui                      |                    | Andrew Cuomo           |      |      |
| Etats              | Ohio                        |                    | John Kasich        | 2010               | Non                       | NC                       |                    | Mike DeWine            |      |      |
| Etats              | Oklahoma                    |                    | Mary Fallin        | 2010               | Non                       | NC                       |                    | Kevin Stitt            |      |      |
| Etats              | Oregon                      |                    | Kate Brown         | 2016               | Oui                       | Oui                      |                    | Kate Brown             |      |      |
| Etats              | Pennsylvanie                |                    | Tom Wolf           | 2014               | Oui                       | Oui                      |                    | Tom Wolf               |      |      |
| Etats              | Rhode Island                |                    | Gina Raimondo      | 2014               | Oui                       | Oui                      |                    | Gina Raimondo          |      |      |
| Etats              | Tennessee                   |                    | Bill Haslam        | 2010               | Non                       | NC                       |                    | Bill Lee               |      |      |
| Etats              | Texas                       |                    | Greg Abbott        | 2014               | Oui                       | Oui                      |                    | Greg Abbott            |      |      |
| Etats              | Vermont                     |                    | Phillip Scott      | 2016               | Oui                       | Oui                      |                    | Phillip Scott          |      |      |
| Etats              | Wisconsin                   |                    | Scott Walker       | 2010               | Oui                       | Oui                      |                    | Tony Evers             | -1   | +1   |
| Etats              | Wyoming                     |                    | Matt Mead          | 2010               | Non                       | NC                       |                    | Mark Gordon            |      |      |
| Territoires        | Guam                        |                    | Eddie Calvo        | 2010               | Non                       | NC                       |                    | Lou Leon Guerrero      | -1   | +1   |
| Territoires        | Îles Vierges des États-Unis |                    | Kenneth Mapp       | 2014               | Oui                       | Oui                      |                    | Albert Bryan Jr.       |      | +1   |
| Territoires        | Îles Mariannes du Nord      |                    | Ralph Torres       | 2015               | Oui                       | Oui                      |                    | Ralph Torres           |      |      |
| Total gains sièges | Total gains sièges          | Total gains sièges | Total gains sièges | Total gains sièges | Total gains sièges        | Total gains sièges       | Total gains sièges | Total gains sièges     | -7   | +9   |

## Situation par État

### Alabama
En avril 2017, Kay Ivey devient gouverneur de l’État en succédant à Robert Bentley, démissionnaire, dont elle était le lieutenant-gouverneur,.
La gouverneure Ivey dispose de fonds de campagne importants, de nombreux soutiens politiques et d’une forte popularité (à 67 % d’opinions favorables). Durant la primaire républicaine, elle affronte le maire de Huntsville Tommy Battle, l’évangéliste Scott Dawson et le sénateur de l’Alabama Bill Hightower. Ivey refuse de participer aux débats. Le 5 juin 2018, elle remporte la primaire dès le premier tour avec 56 % des voix.
La primaire démocrate est également remportée dès le premier tour. Le maire de Tuscaloosa Walt Maddox (52 %) bat l’ancienne juge de la Cour suprême de l’Alabama Sue Bell Cobb (30 %). Si les deux candidats sont longtemps donnés au coude-à-coude, Maddox reçoit avant la primaire le soutien de l’Alabama Democratic Conference, la principale organisation politique afro-américaine de l’État.

Carte des résultats des primaires
Vainqueur républicain par comté : Ivey en rouge et Battle en orange.
Vainqueur démocrate par comté : Maddox en bleu et Cobb en vert.

Dans un État conservateur qui n’a pas élu de gouverneur démocrate depuis vingt ans, Ivey fait figure de grande favorite,. Populaire, elle se permet même de refuser de débattre avec Maddox, qui tente alors de la lier aux scandales de corruption touchant le Parti républicain local.

### Alaska
En 2014, Bill Walker est élu en tant qu’indépendant avec un co-listier démocrate, Byron Mallott. Durant son mandat, l’Alaska connaît des difficultés économiques.
Le gouverneur indépendant compte d’abord se présenter dans la primaire démocrate, mais l’entrée en lice de l’ancien sénateur Mark Begich l’incite à se retirer. Le duo Walker-Mallott choisit alors de se présenter en récoltant le nombre de signatures requis pour les indépendants. Begich obtient l’investiture démocrate après une primaire sans opposant,.
Le sénateur d’État Mike Dunleavy remporte la primaire républicaine avec environ 62 % des suffrages, battant notamment l’ancien lieutenant-gouverneur Mead Treadwell (32 %).
Pour les républicains, les candidatures de Walker et Begich permettent de diviser le camp démocrate au profit de Dunleavy. Au cours de la campagne, Mallott démissionne de son poste de lieutenant-gouverneur pour des propos « inappropriés », non révélés au public. Le 19 octobre, à trois jours du début du vote anticipé, Walker annonce qu’il suspend sa campagne et apporte son soutien à Begich contre Dunleavy. Son nom reste cependant sur les bulletins de vote.

### Arizona
Le républicain Doug Ducey a été élu gouverneur en 2014. Candidat à un nouveau mandat, il affronte l’ancien secrétaire d’État Ken Bennett, un candidat davantage conservateur avec peu de ressources financières. Ducey fait campagne sur l’économie et la sécurité à la frontière mexicaine. Il remporte la primaire avec plus de deux tiers des suffrages.
La primaire démocrate oppose le sénateur Steve Farley, la dirigeante du YWCA Kelly Fryer et le professeur de l’université d'État de l'Arizona David Garcia. Garcia se retrouve en tête des enquêtes d’opinion ; des millions de dollars sont alors dépensés en publicités négatives contre lui par le camp républicain. Le 28 août 2018, il obtient effectivement la nomination démocrate en rassemblant 49 % des voix, devant Farley (35 %) et Fryer (17 %).

Carte des résultats des primaires
Vainqueur républicain par comté : Ducey en rouge.
Vainqueur démocrate par comté : Garcia en bleu et Farley en vert.

Les démocrates semblent avoir une chance de remporter le siège, grâce à un mouvement de mécontentement des professeurs en Arizona et une mobilisation des électeurs progressistes opposés à Donald Trump. Cependant, les républicains se réjouissent de la victoire de Garcia, favorable à une couverture santé universelle et opposé à l’ICE. À la fin du mois d’août, Ducey peut également compter sur d’importants fonds de campagne (plus de 3 millions de dollars) contrairement à Garcia qui ne dispose que de 150 000 dollars. Ducey fait campagne sur le thème de « sécuriser le futur de l’Arizona », évoquant à la fois l’économie florissante de l’État et le contrôle de la frontière mexicaine. Au début du mois d’octobre, le gouverneur apparaît en position de force dans les sondages (malgré quelques résultats serrés en septembre).

### Arkansas
Le républicain Asa Hutchinson, gouverneur de l’Arkansas depuis 2014, est candidat a un deuxième mandat. Plutôt populaire, il doit toutefois affronter une candidate plus à droite lors de la primaire républicaine : Jan Morgan, une journaliste télé connue pour avoir déclaré son magasin d’armes « zone sans musulman ». Le 22 mai 2018, Hutchinson bat Morgan avec environ 70 % des suffrages.
Chez les démocrates, Jared Henderson — ancien dirigeant de l’association Teach For America — remporte la primaire avec 63 % des voix face à la coiffeuse Leticia Sanders.

Carte des résultats des primaires
Vainqueur républicain par comté : Hutchinson en rouge et Morgan en orange.
Vainqueur démocrate par comté : Henderson en bleu et Sanders en vert.

Dans un État où Hutchinson et le président Trump sont populaires, le gouverneur sortant domine largement les sondages.

### Californie
Le gouverneur démocrate sortant Jerry Brown ne peut pas se représenter. Il est alors élu depuis 2010, après deux premiers mandats entre 1975 et 1983.
Dès son entrée dans la course, le lieutenant-gouverneur de Californie et ancien maire de San Francisco Gavin Newsom est considéré comme le favori de l’élection. Trois autres principaux démocrates sont candidats : l’ancien maire de Los Angeles Antonio Villaraigosa, le trésorier d’État John Chiang et l’ancienne super-intendante de l’instruction publique Delaine Eastin. Du côté républicain, les principaux candidats sont le député républicain Travis Allen et l’homme d’affaires John H. Cox.
Depuis 2012, tous les candidats se présentent au sein d’une seule élection primaire quel que soit leur parti ; le Parti républicain risque alors de se retrouver exclu de l’élection générale, derrière les favoris démocrates Newsom et Villaraigosa. Cependant, Cox remonte progressivement dans les sondages grâce au soutien du président Donald Trump. Lors de la primaire du 5 juin 2018, Newsom et Cox sont qualifiés pour l’élection générale avec respectivement 33 % et 26 % des suffrages. Ils devancent Villaraigosa (13,5 %), Allen (10 %), Chiang (9 %) et Eastin (3 %).

Carte des résultats de la primaire
Vainqueur par comté : Newsom en bleu, Cox en rouge et Villaraigosa en vert.

En Californie, un État profondément démocrate, Newsom devance largement Cox dans les intentions de vote et fait davantage campagne pour les démocrates engagés dans des scrutins locaux,.

### Caroline du Sud
Le républicain Henry McMaster accède au poste de gouverneur en janvier 2017, après la nomination de Nikki Haley comme ambassadeur des États-Unis aux Nations unies.
McMaster arrive en tête de la primaire républicaine du 12 juin 2018 avec 42,3 % des voix, devant l’homme d’affaires et vétéran John Warren à 27,8 %. Aucun candidat ne rassemblant la majorité absolue des voix, un second tour est organisé. Entre les deux tours, l’avocate Catherine Templeton et le lieutenant-gouverneur Kevin Bryant, arrivés en 3e et 4e position, apportent leur soutien à Warren. McMaster reçoit cependant le soutien du président Trump qui participe à un meeting à ses côtés. Le 26 juin, McMaster et sa colistière Pamela Evette remportent le second tour de la primaire avec plus de 53 % des suffrages.
La primaire démocrate est remportée dès le premier tour par le représentant de Caroline du Sud James Smith, soutenu par l’establishment démocrate dont Joe Biden et Jim Clyburn. Il devance l’avocate en droit de la concurrence Marguerite Willis et le consultant en technologie Phil Noble. Smith choisit sa collègue Mandy Powers Norrell comme lieutenant-gouverneur sur son ticket.

Carte des résultats des primaires
Vainqueur républicain par comté (T2) : McMaster en rouge et Warren en orange.
Vainqueur démocrate par comté : Smith en bleu et Willis en vert.

Les candidats interrompent leur campagne plusieurs mois durant le passage de l'ouragan Florence. Bien que McMaster soit considéré comme le favori de l’élection, celle-ci devient la plus chère de l’histoire de l’État.

### Colorado
Après deux mandats, le démocrate centriste sortant John Hickenlooper ne peut pas se représenter,.
La primaire démocrate voit s’affronter l’ancien sénateur d’État Mike Johnston, l’ancienne trésorière d’État Cary Kennedy, le lieutenant-gouverneur Donna Lynne et le représentant Jared Polis. Polis remporte la primaire avec 44 % des suffrages, devant Kennedy (25 %) et  Johnston (23 %).
Du côté républicain, le trésorier d’État Walker Stapleton devient vite le favori de la primaire devant l’ancien maire de Parker Grego Lopez, l’ancien représentant local Victor Mitchell et l’homme d’affaires Doug Robinson. Il rassemble 48 % des voix devant Mitchell (30 %), Lopez (13 %) et Robinson (9 %).

Carte des résultats des primaires
Vainqueur républicain par comté : Stapleton en rouge et Mitchell en vert.
Vainqueur démocrate par comté : Polis en bleu, Kennedy en vert et Johnston en rouge.

Dans l’État pivot du Colorado, l’élection générale voit donc s’affronter un membre de l’aile gauche du Parti démocrate (Polis) et un républicain aligné sur les positions de Donald Trump (Stapleton). Polis est cependant donné légèrement favori dans un État qui n’a pas élu de gouverneur républicain depuis plus d’une décennie.

### Connecticut
Le gouverneur démocrate sortant Dan Malloy ne se représente pas. Il est alors considéré comme l’un des gouverneurs les plus impopulaires du pays.
Le principal candidat démocrate est l’homme d’affaires Ned Lamont qui s’est fait connaître en battant le sénateur sortant Joseph Lieberman lors de la primaire démocrate de 2006 ; Liberman gagna l’élection générale en tant qu’indépendant. En 2018, il reçoit le soutien du Parti démocrate du Connecticut et remporte la primaire démocrate avec 83 % face au maire de Bridgeport Joseph P. Ganim.
L’homme d’affaires Bob Stefanowski remporte la primaire républicaine avec 29 % des voix, devant quatre autres candidats dont l’ancien maire de Danbury Mark D. Boughton (21 %), soutenu par le Parti républicain local. Stefanowski avait choisi de ne pas participer à la convention du Parti républicain et avait commencé à diffuser des publicités en sa faveur dès le début de la campagne, lui permettant de gagner en notoriété.
Après les primaires, Stefanowski compte s’attaquer au bilan de Malloy tandis que Lamont s’attaque à celui du président Donald Trump. L’élection voit également la candidature de l’indépendant Oz Griebel, qui participe à l’un des débats télévisés avec Lamont et Stefanowski. Bien qu’il soit un ancien républicain, Griebel semble plus populaire auprès des démocrates que des républicains. Pour l’élection générale, Lamont est en tête des enquêtes d’opinion devant Stefanowski, Griebel arrivant loin derrière.

### Dakota du Sud
Le gouverneur républicain sortant Dennis Daugaard ne peut pas se représenter après deux mandats.
Deux élus quadragénaires sont candidats à l’investiture républicaine : la représentante fédérale Kristi Noem et le procureur général Marty Jackley. Noem domine longtemps les sondages mais l’écart se resserre à l’approche de la primaire. Le 5 juin 2018, elle remporte la primaire républicaine avec 56 % des voix contre 44 % pour Jackley. La primaire démocrate est remportée par le sénateur d’État Billie Sutton, ancien cowboy de rodéo professionnel, qui n’a pas d’opposant face à lui.

Carte des résultats de la primaire républicaine
Vainqueur par comté : Noem en rouge et Jackley en orange.

Dans un État conservateur qui n’a pas élu de gouverneur démocrate depuis 1974, Noem est considérée comme la favorite pour l’élection de novembre. Cependant, la candidature de Sutton gagne peu à peu du terrain auprès des électeurs. Opposé à l’avortement et soutien du droit de port des armes à feu, le démocrate met en avant son histoire personnelle : il est paralysé des jambes depuis un accident de rodéo en 2007. Sutton fait également campagne sur le besoin de changement à Pierre, après plusieurs scandales politiques. Accusée de ne pas prendre son adversaire au sérieux, Noem finit par attaquer son opposant au moins d’octobre, l’estimant moins indépendant qu’il ne le prétend.

### Floride
Élu depuis 2010, le gouverneur républicain Rick Scott ne peut pas se représenter. Il choisit de se porter candidat au Sénat des États-Unis.
Le commissaire à l’agriculture de Floride Adam Putnam est longtemps considéré comme le favori de la primaire républicaine. Le président Donald Trump apporte cependant son soutien au représentant Ron DeSantis. DeSantis prend alors la tête des sondages, notamment porté par un meeting du président à Tampa à la fin du mois de juillet. Putnam remonte toutefois dans les enquêtes d’opinion à l’approche de la primaire. Le 28 août 2018, DeSantis devance Putnam d’environ 20 points avec 57 % des voix.
Durant l’année qui précède la primaire démocrate, l’ancienne représentante Gwen Graham et l’ancien maire de Miami Beach Philip Levine sont donnés au coude-à-coude, suivis par le maire de Tallahassee Andrew Gillum et l’homme d’affaires Chris King. L’entrée dans la course du milliardaire Jeff Greene à deux mois des élections rabat les cartes : il dépense des millions contre les deux favoris et Gillum voit sa côte augmenter. Soutenu par Bernie Sanders, George Soros et Tom Steyer, Gillum remporte finalement la primaire avec 34 % des suffrages contre 31 % pour la favorite Graham.

Carte des résultats des primaires
Vainqueur républicain par comté : DeSantis en rouge et Putnam en jaune.
Vainqueur démocrate par comté : Gillum en violet, Graham en bleu et Levine en vert.

Début septembre, DeSantis désigne la représentante de Miami Jeanette Nuñez comme colistière ; Gillum choisit quant à lui King (cinquième de la primaire démocrate) pour le poste de lieutenant-gouverneur. Dans les mois qui suivent la primaire les enquêtes d’opinion donnent une légère avance à Gillum, le plus souvent dans la marge d'erreur,. La campagne prend peu à peu une tournure brutale : Gillum accuse DeSantis de racisme (en raison de ses liens avec des groupes d’extrême droite) tandis que DeSantis accuse Gillum de corruption (pour avoir notamment accepté des billets gratuits pour la comédie musicale Hamilton de la part d’un lobbyiste).

### Géorgie
Le gouverneur républicain sortant Nathan Deal ne peut pas se présenter à un nouveau mandat.
Au mois de mai, le lieutenant-gouverneur Brian Cagle — soutenu par Deal — arrive largement en tête de la primaire républicaine avec 39 % des voix. Puisqu'il échoue à réunir une majorité absolue des suffrages, un deuxième tour est organisé face au secrétaire d’État Brian Kemp (26 %). Durant l’entre-deux tours, des enregistrements de Cagle sont diffusés : il y estime que la primaire est le concours « de qui sera le plus fou » et admet avoir soutenu « de mauvaises politiques publiques » pour empêcher un rival de lever des fonds. Donald Trump apporte par ailleurs son soutien à Kemp,. En juillet, Kemp remporte très largement le second tour avec 69 % des suffrages contre seulement 31 % pour Cagle.
Du côté démocrate, un seul tour suffit. L’ancienne leader démocrate de la Chambre des représentants de Géorgie Stacey Abrams devance facilement sa collègue Stacey Evans en rassemblant environ trois quarts des voix. Elle est la première personnalité afro-américaine à obtenir la nomination d’un des deux grands partis pour le poste de gouverneur de Géorgie.

Carte des résultats des primaires
Vainqueur républicain du 1er tour par comté : Cagle en rouge et Kemp en orange.
Vainqueur démocrate par comté : Abrams en bleu et Evans en vert.

Les sondages donnent les deux candidats dans un mouchoir de poche. Durant la campagne, Kemp est critiqué pour avoir mené une politique visant à durcir l’exercice droit de vote, notamment pour les minorités, et pour le conflit d’intétêt entre sa candidature et son poste de secrétaire d’État (qui surveille la bonne tenue des élections).

### Hawaï
En 2014, David Ige est élu gouverneur avec avoir battu le sortant Neil Abercrombie durant la primaire démocrate. En janvier 2018, il est à son tour concurrencé par une autre personnalité démocrate, la représentante Colleen Hanabusa. Quelques jours après cette annonce, une alerte concernant une attaque par missile est envoyée à l’ensemble des habitants d’Hawaï ; Ige met plus de 38 minutes avant d'annoncer qu'il s'agit d'une erreur. À la suite de cet événement, le gouverneur se trouve distancé par Hanabusa dans les sondages. Au fil des mois, la colère concernant la fausse alerte redescend et Ige est crédité pour sa gestion des inondations à Kauai et des éruptions du Kīlauea. Il reprend la tête des sondages en juillet et remporte la primaire démocrate avec 50,2 % des suffrages contre 43,4 % pour Hanabusa.
La primaire républicaine est remportée par Andria Tupola, qui dirige la minorité républicaine à la Chambre des représentants d'Hawaï. Elle rassemble 53 % des voix contre 33,7 % pour l’ancien sénateur local John Carrol et 8,8 % pour Ray L'Heureux, ancien président de l’association Pearl Harbor,.

Carte des résultats des primaires
Vainqueur républicain par comté : Tupola en rouge.
Vainqueur démocrate par comté : Ige en bleu et Hanabusa en orange.

Après la primaire, Ige voit sa popularité spectaculairement remonter dans l’électorat hawaïen, augmentant ainsi ses chances de victoire dans cet État démocrate.

### Idaho
Après trois mandats de gouverneur, le républicain Butch Otter ne se représente pas.
Au cours de la primaire républicaine, s’affrontent l’homme d’affaires Tommy Ahlquist, le représentant du Freedom Caucus Raúl Labrador et le lieutenant-gouverneur Brad Little, soutenu par le gouverneur sortant. Little décroche la nomination en rassemblant 37,3 % des suffrages, devant Labrador à 32,6 % et Ahlquist à 26,2 %.
La primaire démocrate est remportée par la représentante locale Paulette Jordan. Avec 58,4 % des voix, elle devient la première femme à être nommée par l’un des deux grands partis pour le poste de gouverneur. Sa victoire face à l’homme d’affaires A.J. Balukoff, candidat du parti en 2014, est considérée comme une surprise.

Carte des résultats des primaires
Vainqueur républicain par comté : Little en rouge, Labrador en orange et Ahlquist en violet.
Vainqueur démocrate par comté : Jordan en bleu et Balukoff en orange.

Dans cet État républicain, Little est considéré comme le favori de l’élection de novembre.

### Illinois
Élu en 2014, le républicain Bruce Rauner est candidat à un second mandat. Il est concurrencé sur sa droite par la représentante locale Jeanne Ives, qui l’estime insuffisamment conservateur, notamment sur les questions d’avortement et d’immigration. Le gouverneur remporte la primaire de justesse avec environ 51 % des suffrages contre 49 % pour Ives. Rauner doit principalement sa victoire au comté de Cook et à la région d’East Saint Louis. Ives le devance dans un tiers des comtés de l’État, notamment dans la banlieue de Chicago (les « collars counties ») et les comtés au sud de Springfield.
La primaire démocrate voit s’affronter trois principaux candidats : le sénateur Daniel Biss, l’homme d’affaires Chris Kennedy (fils de Robert F. Kennedy) et le milliardaire J. B. Prtizker. Ce dernier dépense plus de 70 millions de dollars de sa fortune personnelle et reçoit le soutien de nombreux dirigeants du Parti démocrate local. Il remporte la primaire avec 45 % des voix devant Bliss (27 %) et Kennedy (24 %). Prtizker réalise ses meilleurs scores dans le sud de l’État tandis que Bliss remporte deux comtés étudiants (Champaign et McLean).

Carte des résultats des primaires
Vainqueur républicain par comté : Rauner en rouge et Ives en orange.
Vainqueur démocrate par comté : Prtizker en bleu, Bliss en vert et Kennedy en orange.

À l’issue de la primaire, les commentateurs s’attendent à ce que ce duel entre multimillionnaires devienne l’élection la plus chère de l’histoire pour un poste de gouverneur. En octobre, Pritzker avait transféré plus de 146 millions de sa fortune personnelle dans ses fonds de campagne, un record national. Le gouverneur sortant a quant à lui injecté 68 millions sur son compte de campagne. Dans les sondages, Rauner – qui n’a remporté sa primaire que de justesse – est aisément distancé par Pritzker.

### Iowa
La républicaine Kim Reynolds devient gouverneure de l’Iowa lorsque la nomination de Terry Branstad au poste d’ambassadeur des États-Unis en Chine est confirmée par la Sénat en mai 2017. L’ancien maire de Cedar Rapids, Ron Corbett, souhaite se présenter durant la primaire républicaine, mais il lui manque huit signatures (sur 4 005) pour y participer. Le 5 juin 2018, Reynolds remporte donc la primaire républicaine sans opposant face à elle.
La primaire démocrate oppose le sénateur local Nate Boulton (qui suspend sa campagne après des accusations d’attouchements sexuels), l’infirmière et syndicaliste Cathy Glasson, l’homme d’affaires Fred Hubbell (en), le médecin et ancien président du Parti démocrate de l’Iowa Andy McGuire, le membre de l'administration locale et fédérale John Norris et l’ancien maire d’Iowa City Ross Wilburn. Les rares sondages donnent Hubbell en tête. Profitant de larges fonds de campagne et de l’abandon de Boulton, il remporte la primaire avec plus de 55 % des voix.

Carte des résultats de la primaire démocrate
Vainqueur par comté : Hubbell en bleu, Glasson en vert, Norris en orange et Boulton en rose.

Lors de l’élection générale, Hubbell s’attaque à la privatisation de Medicare et aux restrictions à l’avortement décidées sous l’administration Branstad-Reynolds. La gouverneure met notamment en avant les baisses d’impôts et ses réformes en matière de formation professionnelle. Comme d’autres États du Midwest, l’Iowa semble rebasculer vers les démocrates après avoir viré à droite lors des précédents scrutins. Au mois de septembre, Hubbell distance Reynolds dans plusieurs sondages même si les candidats restent dans un mouchoir de poche.

### Kansas
Le républicain Jeff Colyer sert pendant sept ans comme lieutenant-gouverneur du Kansas avant d’accéder au poste de gouverneur fin 2017, lorsque Sam Brownback démissionne pour devenir ambassadeur.
Lors de la primaire républicaine, Colyer affronte principalement le secrétaire d’État Kris Kobach, notamment connu pour avoir présidé la commission sur les supposées fraudes électorales lors de l’élection présidentielle de 2016 (la commission est dissoute sans avoir donné de résultats). Kobach reçoit le soutien de Donald Trump. Le 7 août 2018, au soir de l’élection, Kobach et Colyer sont au coude-à-coude. Une semaine après les élections Colyer reconnaît sa défaite face à Kobach qui l’emporte avec 128 543 voix, soit seulement 345 de plus que Colyer.
La primaire démocrate est remportée par la sénatrice d’État Laura Kelly, leader démocrate au sein de la commission du budget. Elle rassemble environ 51 % des suffrages et devance notamment l’ancien maire de Wichita Carl Brewer et l’ancien secrétaire à l’Agriculture  Joshua Svaty.

Carte des résultats de la primaire républicaine
Vainqueur par comté : Kobach en rouge et Colyer en vert.

Dans cet État traditionnellement républicain, les démocrates pensent avoir une chance de remporter l’élection grâce aux crises budgétaires de l’ère Brownback et à l’image clivante de Kobach. La candidature de l’indépendant modéré Greg Orman, soutenu par les démocrates lors de l’élection sénatoriale de 2014, devrait cependant profiter au candidat républicain. Durant la campagne, d’importantes personnalités républicaines locales apportent leur soutien à Kelly : les anciens gouverneurs Bill Graves et Mike Hayden (en) ainsi que la sénatrice Nancy Kassebaum. Les sondages donnent Kelly et Kobach au coude-à-coude, loin devant Orman à environ 10 %,.

### Maine
Le républicain Paul LePage ne peut pas se représenter après deux mandats. Gouverneur controversé, LePage n’a jamais été élu avec une majorité absolue des suffrages. Les primaires pour lui succéder se tiennent le 12 juin 2018. Pour la première fois de l’histoire des États-Unis, le vote alternatif est utilisé à l’échelle d’un État ; la Cour suprême du Maine estime cependant que ce système ne pourra pas être utilisé pour l’élection générale de novembre.
La primaire républicaine oppose le président du groupe républicain à la Chambre des représentants du Maine Ken Fredette, le président du groupe républicain au Sénat Garrett Mason, l’ancienne commissaire à la santé Mary Mayhew et Shawn Moody, candidat indépendant en 2010. Les quatre républicains entendent poursuivre la politique menée par LePage mais seul Moody est soutenu par plusieurs proches du gouverneur dont son épouse et sa fille. Moody remporte l’élection dès le premier tour avec environ 56 % des voix, devant Mason (23 %), Mayhew (15 %) et Fredette (6 %).
Chez les démocrates, sept candidats se présentent : les deux favoris, l’avocat Adam Cote et la procureure générale Janet Mills, ainsi que Donna Dion, Mark Dion, Mark Eves, Diane Russell et Betsy Sweet. Avant les élections, deux candidats de la gauche du parti demandent à leurs électeurs de placer l’autre en deuxième position : Sweet et l’ancien président de la Chambre des représentants Eves. Mills arrive en tête du premier tour avec 33 % des suffrages, contre 28 % pour Cote, 16 % pour Sweet et 14 % pour Eves. Au quatrième tour, Mills est finalement désignée avec 54,1 % des voix face à Cote.
Outre Moody et Mills, deux candidats indépendants figurent sur les bulletins de vote : la trésorière de l’État Terry Hayes et le consultant en développement économique Alan Caron. Ces deux candidats de centre gauche sont supposés prendre des voix à Mills, qui distance cependant Moody dans plusieurs enquêtes d’opinion réalisés durant le mois d’octobre.

### Maryland
En 2014, le républicain Larry Hogan remporte par surprise le poste de gouverneur dans cet État majoritairement démocrate. Durant son mandat, sa popularité dépasse les 70 % d’opinions favorables. Il décroche la nomination républicaine pour un second mandat sans opposition.
La primaire démocrate voit s’affronter de nombreux candidats, dont les deux principaux sont le county executive de Prince George Rushern L. Baker III, soutenu par l’establishment du Parti démocrate local, et Ben Jealous, ancien président de la NAACP et candidat de la gauche du parti. Parmi les autres candidats, on trouve le sénateur Richard S. Madaleno Jr., l’entrepreneur Alec Ross, l’avocat Jim Shea, l’assistante de Michelle Obama Krish Vignarajah et le county executive de Baltimore Kevin Kamenetz, décédé durant la campagne. Jealous remporte la primaire avec 40 % des voix, devant Baker (29 %), notamment grâce à ses bons scores dans la région de Baltimore.
Si l’État compte deux fois plus de démocrates que de républicains, la popularité de Hogan (y compris parmi les démocrates) rend l’élection compliquée pour Jealous,.

### Massachusetts
Le républicain modéré Charlie Baker est candidat à un second mandat. Crédité pour son travail avec la législature du Massachusetts (démocrate) et ses prises de distance avec Donald Trump, il est populaire malgré le penchant démocrate de l’État.
Lors de la primaire républicaine, le pasteur Scott Lively — notamment connu pour ses positions hostiles aux personnes LGBT — attaque Baker, qu’il considère comme un faux républicain (« RINO »). Le gouverneur remporte la primaire mais Lively rassemble 36 % des voix. Du côté démocrate, l’ancien directeur du budget de l’État Jay Gonzalez décroche la nomination avec un peu moins de 65 % des suffrages face à Bob Massie, un entrepreneur et militant écologiste.

Carte des résultats des primaires
Vainqueur républicain par municipalité : Baker en rouge et Lively en beige.
Vainqueur démocrate par municipalité : Gonzalez en bleu et Massie en vert.

En raison de la popularité de Baker, les démocrates ne lèvent que peu de fonds. À l’issue des primaires, la campagne du gouverneur dispose 6,3 millions de dollars contre 366 000 pour Gonzalez. Les sondages donnent alors le républicain largement en tête.

### Michigan
Après deux mandats de gouverneur, le républicain Rick Snyder ne peut prétendre à un troisième mandat.
Le procureur général Bill Schuette reçoit le soutien du président Donald Trump et remporte largement la primaire républicaine face au lieutenant-gouverneur Brian Calley, soutenu par le gouverneur sortant. Avec environ 51 % des voix, Schuette devance Calley (25 %), le sénateur Pat Colbeck (13%) et le médecin Jim Hines (11%).
L’ancienne présidente du groupe démocrate au Sénat du Michigan Gretchen Whitmer remporte la primaire démocrate avec 52 % des suffrages face à Abdul El-Sayed, ancien directeur de la santé de Détroit soutenu par Bernie Sanders (30 %), et l’homme d’affaires Shri Thanedar (18 %). Whitmer avait reçu le soutien des principaux syndicats locaux et de nombreux élus du Michigan, dont le maire de Détroit.

Carte des résultats des primaires
Vainqueur républicain par comté : Schuette en rouge et Calley en vert.
Vainqueur démocrate par comté : Whitmer en bleu

Après les primaires, Snyder annonce qu’il n’apportera son soutien à aucun candidat pour l’élection générale. À partir de l’été, de nombreux sondages donnent une confortable avance à Whitmer,. L’avance de la candidate démocrate, attaquée dans de nombreuses publicités, semble cependant se réduire à l’approche des élections.

### Minnesota
Le démocrate sortant Mark Dayton, élu de justesse en 2010 et facilement réélu en 2014, n’est pas candidat à un troisième mandat.
Trois principaux candidats s’affrontent pour l’investiture démocrate : la représentante d’État Erin Murphy, la procureure générale du Minnesota Lori Swanson et le représentant fédéral Tim Walz. Murphy reçoit le soutien du DFL tandis que Swanson fait campagne sur son action au sein du gouvernement et que Walz se présente comme le plus modéré des trois. Avec 42 % des voix, Walz remporte la primaire devant Murphy (32 %) et Swanson (25 %).
La primaire républicaine voit s’opposer l’ancien gouverneur Tim Pawlenty et le candidat républicain de 2014, le conseiller du comté de Hennepin Jeff Johnson. Pawlenty entre tard dans la course mais lève d’importants fonds et devient le favori. À la surprise générale, Johnson devance Pawlenty de 9 points en rassemblant 53 % des voix. Pour certains analystes politiques, l’ancien gouverneur paie son manque de soutien à Donald Trump et son passé de lobbyiste.

Carte des résultats des primaires
Vainqueur républicain par comté : Johnson en orange et Pawlenty en bleu-vert.
Vainqueur démocrate par comté : Walz en bleu-vert, Murphy en orange, et Swanson en rose.

Après les primaires, Walz est considéré comme la favori du scrutin. Johnson remonte dans les sondages au cours du mois d’octobre.

### Nebraska
Le républicain sortant Pete Ricketts est candidat à un second mandat. Il obtient facilement la nomination républicaine en rassemblant plus de 80 % des voix face à Krystal Gabel, qui a principalement fait campagne pour la légalisation du cannabis médical.
La primaire démocrate voit s’affronter le professeur et homme d’affaires Tyler Davis, le pilote et sénateur local Bob Krist (républicain jusqu’en 2017) et l’activiste Vanessa Ward. Krist remporte la primaire avec environ 60 % des suffrages.

Carte des résultats des primaires
Vainqueur républicain par comté : Ricketts en rouge.
Vainqueur démocrate par comté : Krist en bleu et Ward en orange.

### Nevada
Le gouverneur républicain sortant Brian Sandoval ne peut pas se représenter après deux mandats.
Le procureur général d'État Adam Laxalt devient vite le favori du camp républicain, après les non-candidatures de Dean Heller et Mark Amodei. Le 13 juin 2018, il remporte très largement la primaire avec plus de 71 % des suffrages. Son plus proche opposant, le trésorier du Nevada Dan Schwartz, n’obtient que 9 % des voix.
La primaire démocrate voit s’opposer le président de la commission du comté de Clark, Steve Sisolak, à une autre commissaire du comté Chris Giunchigliani. Cette dernière accuse Sisolak d’être trop modéré. Sisolak dépense plus de six millions de dollars tandis que Giunchigliani reçoit l’aide d’Emily's List et de la National Education Association. Alors que les candidats sont donnés au coude-à-coude, Sisolak devance sa collègue de 11 points (50 % contre 39 %) notamment grâce à son avance dans le comté de Clark.

Carte des résultats des primaires
Vainqueur républicain par comté : Laxalt en rouge.
Vainqueur démocrate par comté : Sisolak en bleu et Giunchigliani en orange.

Malgré la large victoire de Laxalt aux primaires, Sandoval — populaire — refuse d’apporter son soutien au candidat républicain ; il avait estimé quelques mois plus tôt qu’il ne peut pas « soutenir un candidat qui cherche à défaire tout ce [qu’il a] fait ces sept dernières années ». Si l’État n’a pas élu de gouverneur démocrate au XXIe siècle, l’élection générale entre Laxalt et Sisolak s’annonce serrée. Les sondages apportent des résultats très différents, donnant jusqu’à quatre points d’avance à l’un ou l’autre des candidats. Les résultats du Nevada, État connu pour être difficile à sonder, devraient dépendre en grande partie du taux de participation de l’électorat hispanique.

### New Hampshire
Le républicain Chris Sununu est candidat à un deuxième mandat de gouverneur. Il est réinvesti par le Parti républicain, sans opposant.
La primaire démocrate voit s’opposer l’ancienne sénatrice d’État Molly Kelly et l’ancien maire de Portsmouth Steve Marchand. Kelly reçoit le soutien de l’establishment démocrate local tandis que Marchand fait campagne sur sa gauche. Kelly remporte la primaire avec environ 65 % des voix.
Sununu, l’un des gouverneurs les plus populaires du pays, est considéré comme le favori de l’élection de novembre.

Carte des résultats des primaires
Vainqueur républicain par comté : Ducey en rouge.
Vainqueur démocrate par comté : Kelly en bleu.

### New York
Le démocrate Andrew Cuomo est candidat à un troisième mandat. Lors de la primaire démocrate, il est concurrencé sur sa gauche par l’actrice Cynthia Nixon, principalement connue pour son rôle dans Sex and the City. Les sondages donnent le gouverneur largement en tête des intentions de vote. Nixon reçoit cependant le soutien du Working Families Party et pourrait se présenter à l’élection générale même en perdant la primaire démocrate. Au terme d’une campagne délétère, Cuomo remporte la primaire rassemblant près de deux tiers des suffrages. Nixon annonce qu’elle ne fera pas campagne après sa défaite et le Working Families Party apporte finalement son soutien à Cuomo au début du mois d’octobre.
Cuomo est par ailleurs concurrencé par l’ancienne maire démocrate de Syracuse Stephanie Miner, qui se présente en tant qu’indépendante, et Howie Hawkins, candidate du Part vert américain. Du côté républicain, Marcus J. Molinaro (county executive modéré du comté de Dutchess) est désigné candidat en mai 2018.
Du 23 au 27 octobre se déroule l'affaire des colis piégés, plusieurs colis contenant des bombes artisanales sont envoyés de manière coordonnée à des figures anti-Trump à travers les États-Unis. Cuomo est l'une des personnalités visées. Le colis est intercepté et désamorcé par la police le 24 octobre. Le 26 octobre, le principal suspect de l'envoi du colis, qui serait un partisan de Trump de 58 ans dénommé Cesar Altieri Sayoc Jr, est arrêté par le FBI à Plantation (Floride).

### Nouveau-Mexique
La républicaine Susana Martinez, plutôt impopulaire, ne peut pas se présenter à un troisième mandat.
Le représentant fédéral Steve Pearce, membre du Freedom Caucus, est le seul candidat républicain. La primaire démocrate voit s’opposer sa collège Michelle Lujan Grisham, l’homme d’affaires Jeff Apodaca (fils du gouverneur Apodaca) et le sénateur Joseph Cervantes. Ces deux derniers attaquent Lujan Grisham pour ses liens avec une société d’assurance santé controversée. Soutenue par de nombreux syndicats et associations, elle remporte cependant la primaire démocrate avec 66 % des voix contre 22 % pour Apodaca et 12 % pour Cervantes.

Carte des résultats de la primaire démocrate
Vainqueur par comté : Lujan Grisham en bleu et Apodaca en vert.

Grâce à l’absence d’adversaire durant sa primaire, Pearce débute la campagne avec plus de fonds que sa rivale démocrate. Dans un État qui compte davantage de démocrates que de républicains, il est cependant handicapé par la mauvaise santé économique de l’État ainsi que l’impopularité de Donald Trump et de Martinez. Pearce fait campagne sur les questions économiques tandis que Lujan Grisham met en avant son expérience au sein de l’administration du Nouveau-Mexique. La démocrate arrive en tête dans l’ensemble des sondages réalisés dans l’État.

### Ohio
Le gouverneur républicain sortant John Kasich ne peut pas se représenter.
Les deux candidats pour l’investiture républicaine sont le procureur général Mike DeWine et le lieutenant-gouverneur Mary Taylor. Parmi les candidats initiaux se trouvaient le secrétaire d’État Jon Husted, qui est devenu le colistier de DeWine, et Jim Renacci, finalement candidat au Sénat. Taylor accuse DeWine d’être trop libéral et remonte dans les sondages face au favori ; DeWine contre-attaque en critiquant Taylor pour son manque de soutien à Donald Trump en 2016. Le 8 mai 2018, DeWine remporte la primaire avec 60 % des suffrages face à Taylor.
La primaire démocrate voit s’affronter deux principaux candidats, issus de la gauche du parti : l’ancien directeur du Bureau américain de protection des consommateurs Richard Cordray et l’ancien représentant Dennis Kucinich. Cordray reçoit l’investiture démocrate en rassemblant 62,3 % des voix contre 22,9 % pour Kucinich. Il arrive en tête dans tous les comtés de l’Ohio sauf deux, remportés par le sénateur d'État de Youngstown Joe Schiavoni.

Carte des résultats des primaires
Vainqueur républicain par comté : DeWine en rouge et Taylor en orange.
Vainqueur démocrate par comté : Cordray en bleu et Schiavoni en orange.

Le duel entre DeWine et Cordray est le « match retour » de l’élection du procureur général de l’Ohio de 2010, au cours de laquelle DeWine a battu le sortant Cordray. Durant la campagne, les tickets DeWine-Husted et Cordray-Sutton sont donnés au coude-à-coude dans les intentions de vote.

### Oklahoma
La gouverneure sortante, la républicaine Mary Fallin, ne peut pas se représenter. Elle est l’un des gouverneurs les plus impopulaires du pays.
Les trois principaux candidats de la primaire républicaine sont l’ancien maire d’Oklahoma City Mick Cornett, crédité pour la revitalisation de la ville, le lieutenant-gouverneur Todd Lamb, soutenu par l’establishment local et d’abord donné favori, et l’homme d’affaires Kevin Stitt de Tulsa, qui lève d’importants fonds de campagne en se présentant comme un outsider. Le 26 juin 2018, Cornett arrive en tête de la primaire avec 29 % des voix, suivi par Stitt (24 %) qui devance de justesse Lamb. Ce dernier aurait notamment souffert de l’impopularité du gouvernement sortant. Viennent ensuite le pasteur Dan Fisher (8 %), l’inspecteur Gary Jones (6 %) et l’avocat Gary Richardson (4 %). Aucun candidat n’obtenant 50 % des suffrages, un second tour est organisé. Stitt attaque l’ancien maire pour son manque supposé manque d’intérêt pour les zones rurales et son faible soutien au président Trump. Le 28 août, il remporte le second tour de la primaire avec 54,6 % des voix contre 45,4 % pour Cornett. Cornett n’arrive en tête que dans le centre de l’État, autour d’Oklahoma City.
La nomination démocrate est quant à elle attribuée au premier tour à l’ancien procureur général de l’Oklahoma Drew Edmondson qui bat l’ancienne sénatrice d’État Connie Johnson avec 61 % des suffrages. La primaire libertarienne est remportée au second tour par Chris Powell (59 % des voix).

Carte des résultats des primaires
Vainqueur républicain par comté (T1) : Cornett en rouge, Stitt en orange, Lamb en violet et Fisher en vert.
Vainqueur républicain par comté (T2) : Stitt en orange et Cornett en rouge.
Vainqueur démocrate par comté : Edmondson en bleu.

Malgré le caractère conservateur de l’Oklahoma, Stitt ne devance Edmondson que de quelques points dans les intentions de vote, notamment plombé par l’impopularité du gouvernement républicain de Mary Fallin.

### Oregon
La démocrate Kate Brown devient gouverneure de l’Oregon en 2015 après la démission de John Kitzhaber et est élue pour terminer son mandat en 2016. Candidate à un nouveau mandat en 2018, elle remporte facilement la primaire démocrate avec plus de 80 % des voix.
Chez les républicains, le représentant d’État Knute Buehler dispose de loin des fonds de campagne les plus importants. Il est cependant critiqué sur sa droite par Sam Carpenter et le vétéran Greg Wooldridge, qui l’accusent de ne pas être assez conservateur ; il est notamment favorable au droit à l’avortement et à des restrictions concernant le port d’armes à feu. Buehler décroche l’investiture avec 47 % des suffrages devant Carpenter (29 %) et Woolridge (19 %).

Carte des résultats des primaires
Vainqueur républicain par comté : Buehler en rouge et Carpenter en orange.
Vainqueur démocrate par comté : Brown en bleu.

À l’approche de l'échéance de novembre, l’élection est considérée comme serrée avec de nombreux électeurs indécis. Les sondages donnent cependant une légère avance à la démocrate sortante,.

### Pennsylvanie
Le gouverneur démocrate sortant Tom Wolf est candidat à un deuxième mandat. Il ne rencontre pas d’opposition durant sa primaire. Il partage cependant le ticket démocrate avec John Fetterman ; le lieutenant-gouverneur sortant Mike Stack étant battu lors de la primaire.
La primaire républicaine oppose l’avocate d’affaires modérée Laura Ellsworth, le consultant retraité conservateur Paul Mango et le sénateur du comté de York Scott Wagner. Ellsworth et Mango sont tous les deux implantés dans la région de Pittsburgh. Wagner reçoit le soutien du Parti républicain de Pennsylvanie et remporte la primaire du 15 mai 2018 avec 46 % des voix devant Mango (36 %) et Ellsworth (18 %). Jeff Bartos est désigné pour le poste de lieutenant-gouverneur.

Carte des résultats des primaires
Vainqueur républicain par comté : Wagner en rouge et Mango en orange.
Vainqueur démocrate par comté pour le poste de lieutenant-gouverneur : Fetterman en bleu, Ahmad en orange, Cozzone en rouge et Stack en violet.

Wolf domine largement son adversaire républicain dans les sondages,. Durant la campagne, Wagner fait polémique lorsqu'il prévient dans une vidéo qu'il va « piétiner tout le visage [du gouverneur] avec ses crampons de golf »,.

### Rhode Island
La démocrate Gina Raimondo a été élue en 2014 avec quatre points d’avance sur le maire républicain de Cranston Allan Fung.
Candidate à sa réélection, Raimondo est plutôt impopulaire : elle n’a jamais obtenu plus de 50 % d’opinions favorables durant son mandat. Elle affronte l’ancien secrétaire d’État Matt Brown qui mène une campagne progressiste et l’attaque pour ses liens avec Wall Street. Raimondo remporte cependant la primaire avec une confortable avance, rassemblant 57 % des voix devant Brown (33,5 %) et l’ancien représentant local Spencer Dickinson.
Du côté républicain, Fung est concurrencé par Patrica Morgan, cheffe du groupe minoritaire à la Chambre des représentants de Rhode Island. Il décroche à nouveau la nomination avec 56 % des suffrages face à Morgan (40 %) et l’ancien sénateur d’État Giovanni Feroce.
Les sondages donnent les candidats au coude-à-coude. Toutefois, l’ancien directeur de campagne de Donald Trump Joe Trillo se présente en tant qu’indépendant et risque de faire perdre des voix à Fung. Le président du Parti modéré Bill Gilbert est également candidat, son prédécesseur avait réuni plus de 21 % des voix en 2014.

### Tennessee
Le gouverneur républicain Bill Haslam n’est pas éligible à un troisième mandat.
La primaire républicaine oppose quatre principaux candidats : la représentante fédérale Diane Black, l’homme d’affaires et commissaire du département de l’économie de l’État Randy Boyd, le président de la Chambre des représentants du Tennessee Beth Harwell et l’homme d’affaires Bill Lee. Alors que Black et Boyd sont considérés comme les favoris, leurs attaques l’un contre l’autre laissent Lee se faire connaître des électeurs et progresser dans les sondages. Le 3 août 2018, Lee remporte facilement la primaire avec 36,8 % des voix contre 24,3 % pour Boyd, 23,0 % pour Black et 15,3 % pour Harwell.
La primaire démocrate est remportée par l’ancien maire de Nashville Karl Dean. Avec environ 75 % des suffrages, il devance largement le chef des démocrates à la Chambre des représentants locale Craig Fitzhugh (20 %) et l’infirmière Mezianne Vale Payne (5 %).
Dans un État conservateur où Donald Trump a réuni 61 % des voix en 2016, Lee fait figure de favori. Dean mise cependant sur son expérience et certains démocrates espèrent que la candidature de Phil Bredesen au Sénat l’aide auprès des électeurs.

### Texas
Le gouverneur républicain sortant Greg Abbott est candidat à un second mandat. Le 6 mars 2018, il remporte la primaire républicaine avec environ 90 % des suffrages face à trois candidats
Chez les démocrates, le shérif du comté de Dallas arrive en tête de la primaire avec 43 % des voix, devant Andrew White (fils du gouverneur Mark White) à 27 % et sept candidats peu connus. Valez remporte le second tour le 22 mai avec 53 % des suffrages. Elle est alors la première femme hispanique ou homosexuelle à recevoir l’investiture d’un grand parti pour le poste de gouverneur du Texas,. Elle réalise ses meilleurs scores autour de Dallas et le long de la frontière mexicaine tandis que White arrive largement en tête dans son fief de Houston.

Carte des résultats de la primaire démocrate
Vainqueur du 1er tour par comté : Valdez en bleu et White en vert.
Vainqueur du 2d tour par comté : Valdez en bleu et White en vert.

Abbott est considéré comme le favori de l’élection générale grâce à sa popularité, ses importants fonds de campagne (plus de 40 millions de dollars) et la tradition républicaine du Texas,.

### Vermont
Élu en 2016, le républicain Phil Scott est candidat à un second mandat. Avant les primaires, il s’attire les critiques de la droite conservatrice en signant des mesures restreignant le port des armes à feu. Il bat cependant facilement son opposant Keith Stern en rassemblant deux tiers des voix.
La candidate démocrate Christine Hallquist, ancienne PDG de Vermont Electric Cooperative, remporte la primaire avec environ 40 % des suffrages. Ses deux principaux concurrents, James Ehlers et Brenda Siegle, sont tous les deux à 18 %. Parmi les candidats de la primaire, on trouve également le jeune Ethan Sonneborn qui profite de l’absence d’âge minimum pour se présenter à l’élection ; malgré ses 14 ans, il rassemble plus de 4 000 bulletins sur un programme progressiste,. Hallquist devient la première personne transgenre à remporter la primaire d’un grand parti pour un poste de gouverneur aux États-Unis,.

Carte des résultats des primaires
Vainqueur républicain par comté : Scott en rouge.
Vainqueur démocrate par comté : Hallquist en bleu et Siegle en vert.

Critique de Donald Trump et libéral sur les sujets de société, Scott est apprécié dans l’État progressiste du Vermont. Il arrive en tête des intentions de vote. La tâche de Hallquist est également compliquée par l’histoire : aucun gouverneur sortant n’a été battu depuis 1962 au Vermont.

### Wisconsin
Le républicain Scott Walker est élu gouverneur du Wisconsin en 2010. Il sort vainqueur d’une procédure de recall en 2012 et remporte un deuxième mandat en 2014. Il est à nouveau candidat en 2018. Il obtient facilement la nomination républicaine, rassemblant plus de 90 % des suffrages face à Robert Meyer.
Chez les démocrates, Tony Evers domine les sondages avant les primaires. Supérintendant des écoles du Wisconsin depuis 2009, il est le seul des huit candidats démocrates à être élu à l’échelle de l’État. Evers remporte la primaire avec 42 % des voix, loin devant son plus proche adversaire le président du syndicat des pompiers du Wisconsin Mahlon Mitchell (16 %).
Avant les élections, Walker tente d’adoucir son image réputée clivante, en mettant l’accent sur son engagement en faveur de l’éducation ainsi que sur le faible taux de chômage de l’État (moins de 3 %). Il semble cependant en danger : il est en effet peu populaire et les démocrates ont remporté plusieurs élections partielles dans le Wisconsin en 2017. Evers arrive en tête de la plupart des sondages réalisés après l’été.

### Wyoming
Le gouverneur républicain sortant Matt Mead ne peut pas se représenter, malgré sa popularité.
Durant les deux semaines précédant la primaire républicaine, le trésorier de l’État Mark Gordon et l’homme d’affaires Foster Friess dominent les sondages. Gordon fait campagne sur son expérience au sein du gouvernement de Mead et son travail dans son ranch familial tandis que Friess, grand donateur conservateur, est soutenu par Donald Trump le jour de l’élection,. Gordon remporte la primaire avec 33 % des voix, devant Friess (26 %), l’avocate Harriet Hageman (21 %) et l’homme d’affaires Sam Galeotos (13 %). Les démocrates désignent quant à eux l'ancienne membre de la Chambre des représentants du Wyoming Mary Throne.

Carte des résultats des primaires
Vainqueur républicain par comté : Gordon en rouge, Friess en bleu et Hageman en vert.
Vainqueur démocrate par comté : Throne en bleu.

En raison du penchant conservateur du Wyoming, le Parti républicain est favori pour conserver le poste de gouverneur.

### Guam
Le républicain sortant Eddie Calvo ne peut pas se présenter à un nouveau mandat.
Le lieutenant-gouverneur Ray Tenorio est sans opposant lors de la primaire républicaine. 84 % des votants participent cependant à la primaire démocrate. Celle-ci est remportée de justesse par Lou Leon Guerrero, présidente de la banque de Guam, et son colistier Joshua Tenorio (260 voix d’avance). Avec 32,1 % des suffrages, ils devancent le ticket du sénateur Frank Aguon Jr. (31,1 %), celui de l’ancien gouverneur Carl Gutierrez (21,9 %) et celui du sénateur Dennis Rodriguez (14,7 %).

### Îles Vierges des États-Unis
Le gouverneur sortant, l’indépendant Kenneth Mapp, est candidat à un deuxième mandat avec Osbert Potter en tant que lieutenant-gouverneur.
La primaire démocrate est remportée par le ticket de l’ancien président de l’Autorité de développement économique Albert Bryan et du sénateur Tregenza Roach qui, avec environ 40 % des voix, devance deux autres tickets dans un contexte de faible participation. Outre Bryan et le gouverneur sortant, donné favori, de nombreux candidats indépendants se présentent : Soraya Diase Coffelt, Foncie Donastorg, Janette Millin Young, l’économiste Warren Mosler et Molito A. Smith Jr..

### Îles Mariannes du Nord
Le républicain Ralph Torres accède au poste de gouverneur en 2015 après le décès d’Eloy Inos. Candidat à un second mandat, il choisit le président du Sénat local Arnold I. Palacios comme lieutenant-gouverneur. Il affronte l’ancien gouverneur Juan N. Babauta devenu indépendant et dont la colistière est le docteur Rita A. Sablan.